# Tecueyaca
Tecueyaca är en ort i Mexiko.   Den ligger i kommunen Calnali och delstaten Hidalgo, i den sydöstra delen av landet, 170 km norr om huvudstaden Mexico City. Tecueyaca ligger 1 389 meter över havet och antalet invånare är 376.
Terrängen runt Tecueyaca är huvudsakligen kuperad, men norrut är den bergig. Runt Tecueyaca är det ganska glesbefolkat, med 43 invånare per kvadratkilometer. Närmaste större samhälle är Calnali, 4,5 km sydost om Tecueyaca. I omgivningarna runt Tecueyaca växer i huvudsak städsegrön lövskog.